# Juan Pablo Posada
Juan Pablo Posada (Ibagué, Tolima, Colombia, 29 de enero de 1979) es un director, productor y actor colombiano de televisión.

## Filmografía

### Televisión
| Año       | Título                               | Personaje                | Cadena             |
| --------- | ------------------------------------ | ------------------------ | ------------------ |
| 2024      | Rojo carmesí                         | Mauricio Morales Vargas  | Canal RCN          |
| 2023      | Perfil falso                         | Luigi                    | Netflix            |
| 2018      | Paraíso Travel                       | Iván Jiménez             | Canal RCN          |
| 2017      | Francisco el matemático              | Carlos "El Chuly" Patiño | Canal RCN          |
| 2016-2017 | La ley del corazón                   | Roberto Martínez         | Canal RCN          |
| 2012-2013 | Rafael Orozco, el ídolo              | Alberto Santamaría       | Caracol Televisión |
| 2011      | La teacher de inglés                 | Andrés                   | Caracol Televisión |
| 2010      | Los caballeros las prefieren brutas  | Tiberio Lara Jr.         | Caracol Televisión |
| 2008-2009 | Aquí no hay quien viva               | Diego McCallister        | Canal RCN          |
| 2008-2010 | La Pasión según nuestros días        | Camilo Márquez           | Caracol Televisión |
| 2007-2008 | Nadie es eterno en el mundo          | Gabriel Caballero        | Caracol Televisión |
| 2004-2005 | Me amarás bajo la lluvia             | Julián Zamora            | Canal RCN          |
| 2003-2004 | Un ángel llamado Azul                | Arcángel Gabriel         | Canal RCN          |
| 2001-2003 | Francisco el matemático              | Carlos "El Chuly" Patiño | Canal RCN          |
| 2001-2002 | El inútil                            | Jerry Ruiz               | Canal RCN          |
| 2000-2001 | Alicia, en el país de las mercancías | Luis Carlos Flórez       | Canal RCN          |

## Cine
| Año  | Título                     | Personaje | Nota                     |
| ---- | -------------------------- | --------- | ------------------------ |
| 2011 | El escritor de telenovelas | Leonardo  | Dago García Producciones |